# Malapropismo
La palabra malapropismo es la españolización del vocablo inglés malapropism, que es el uso equívoco de palabras parónimas. Se refiere a un tipo de error o gazapo en el que se sustituye una palabra por otra de sonido similar pero diferente significado, bien de manera accidental (p. ej., por un lapsus linguae) o para efectos comédicos (como un juego de palabras), resultando generalmente en una frase jocosa. 
El término no está recogido por el diccionario de la Real Academia Española, pero sí por algunos diccionarios especializados, como el diccionario de términos filológicos de Lázaro Carreter, quien habla además de las prevaricaciones idiomáticas de Sancho Panza como uno de los orígenes del recurso cómico en el Don Quijote de Miguel de Cervantes. En el ámbito de la tipografía este tipo de errores es una variedad de erratas. En crítica textual, se denominan simplificaciones y son un tipo de lectio facilior que consiste en sustituir una palabra exacta por una parecida que no es la del autor pero «suena» más corriente, por parte de un copista distraído o poco culto.

## Etimología
La palabra inglesa malapropism deriva de «Mrs. Malaprop» (‘la señora Malaprop’), nombre de uno de los personajes de la obra teatral Los rivales, escrita por Richard Brinsley Sheridan en 1775. La señora Malaprop confunde frecuentemente palabras con similar sonido y, en consecuencia, dice algo diferente a lo que quiere decir, lo que tiene efecto cómico. Se cree que Sheridan eligió el nombre en alusión humorística al adjetivo y adverbio malapropos (‘inapropiado’ o ‘inadecuado’), que deriva de la expresión francesa mal à propos (‘inoportuno’) y se incorporó al inglés a mediados del siglo XVII.

## Ejemplos en español
La palabra «vituperio» (baldón u oprobio) en Chile se usa coloquialmente como «Fiesta o reunión informal con comida o bebida». Su origen posiblemente se deba al programa de televisión chileno Jappening con Ja en confusión deliberada con «vitualla» (abundancia de comida). Hay referencias de que el término podría ser anterior, inventado por Jorge Romero (Firulete). Este malapropismo es tan común en Chile que el Diccionario didáctico avanzado del español de la Academia Chilena de la Lengua dice «Su uso con el significado de fiesta o reunión es incorrecto».
Uno de los malapropismos más populares en España, acuñado por Sofía Mazagatos y convertido en expresión de uso común, es utilizar la frase «estar en el candelabro» en vez de «estar en el candelero» (que significa ‘ser muy famoso’): 

«Me gustan los toreros que están en el candelabro»
Sofía Mazagatos

Un célebre ejemplo en México es el de la famosa actriz y cantante Ninel Conde, cuando sugirió que estaba desolada por las víctimas del «surimi» (en realidad, el 'tsunami' que azotó el Pacífico, especialmente Japón, en 2011).

## Ejemplos de Mariano Rajoy
En España fueron conocidas las equivocaciones del presidente Mariano Rajoy durante su declaraciones, antes y durante su mandato:
- "Somos sentimientos y tenemos seres humanos" (entrevista)[9][10][11]
- "Yo puedo asegurarles a ustedes que haré todo lo que pueda y un poco más de lo que pueda, si es que es[t]o es posible. Y haré todo lo posible e incluso lo imposible, si también lo imposible es posible" (Badajoz, febrero de 2016)[9][12][10]
- "España es una gran nacion y los españoles muy españoles y mucho españoles" (Sevilla, mayo de 2015)[9][13][10]
- "España es una gran nación, es un gran país y tiene españoles" (mitin)[10]
- "Una España a la que 75 millones de españoles vienen cada año"[10]
- "Es el vecino el que elige al alcalde y es el alcalde el que quiere que sean los vecinos el alcalde" (Zamora, diciembre de 2015)[9][14][15][10]
- "Cuanto peor mejor para todos y cuanto peor para todos, mejor. Mejor para mí (el suyo) beneficio político" (moción de censura, junio de 2017)[9][16][17][10]
- "Quiero transmitir a los españoles un mensaje de esperanza: ETA es una gran nación" [corregido a continuación] (junio de 2017)[9][18]
- "Lo que nosotros hemos hecho, cosa que no ha hecho usted, es engañar a la gente" (congreso, marzo de 2026)[9][19][10]
- "Quiero agradecer al gobierno cubano su protagonismo y sus contribuciones" (Perú, enero de 2013)[9][20]
- "Tenemos que fabricar máquinas que nos permita seguir fabricando máquinas porque lo que nunca va a hacer la máquina es fabricar máquinas" (Encuentro con mujeres, marzo de 2016)[9][21][10]
- "La cerámica de Talavera no es cosa menor. Dicho de otra manera, es cosa mayor" (mitin)[10]
- "¿Ustedes piensan antes de hablar o hablan tras pensar?" (congreso)[10]
- "Como decía Galileo, el movimiento siempre se acelera cuando se va a detener" (congreso)[10]
- "Lo único serio en la vida al final es ser serio" (Galicia)[10]
- "Un vaso es un vaso y un plato es un plato" (TVGirona)[10]
- "Hay cosas más bonitas como esta y otras que no lo son tanto y no me acuerdo de ninguna" (rueda de prensa)[10]
- "He ido bastantes veces este año a Cataluña. Tengo muchos viajes al extranjero" (rueda de prensa)[10]
- "Esto no es como el agua que cae del cielo sin que se sepa exactamente por qué" (mitin)[10]
- "Todo lo que se refiere a mí y figura allí, y a los compañeros del partido mío que figuran allí, no es cierto, salvo alguna cosa" (rueda de prensa)[10]
- Wikiquote alberga frases célebres de o sobre Mariano Rajoy.

## Ejemplos en inglés
Los malapropismos ocurren a menudo como errores en el habla natural y a veces son objeto de atención mediática, particularmente cuando son hechos por políticos u otras personas prominentes, por ejemplo, cuando el presidente venezolano Nicolás Maduro dijo «[...] así como Cristo multiplicó los penes, perdón, los panes y lo peces», que recibió amplia difusión en los medios. Otros ejemplos en la política incluyen el primer ministro australiano Tony Abbott quien alguna vez afirmó que nadie era «el supositorio de toda la sabiduría» (en vez de repositorio o depositario),o el exalcalde de Chicago Richard J. Daley que dijo en una ocasión «Alcohólicos Unánimos» en vez de «Alcohólicos Anónimos».